# Fasziendistorsionsmodell
Das Fasziendistorsionsmodell (FDM), von lat. fascia „Bündel“ und distorsio „Verdrehung/Verrenkung“, ist ein Konzept aus der Osteopathie (siehe auch: Fasciatherapie). Wissenschaftliche Studien über das FDM liegen nicht vor. Die Theorie und die Wirksamkeit der Therapie sind umstritten.
Das FDM wurde 1991 von dem 2006 verstorbenen US-amerikanischen Notfallmediziner und Osteopathen Stephen Typaldos vorgestellt. Ursprünglich nannte er seine Methode Orthopathie (als Brückenschlag zwischen Orthopädie und Osteopathie), später entschied er sich für die Bezeichnung Fasziendistorsionsmodell. Typaldos beschrieb bei Patienten mit verschiedenen Diagnosen wiederkehrende Muster in der Art der Beschreibung der Beschwerden, sowohl in der Wortwahl als auch in der Körpersprache. Er vermutete dahinter sechs spezifische „Fasziendistorsionen“, also „Störungen innerhalb der Faszien des Bewegungsapparates“, die zu reproduzierbaren Beschreibungsmustern führten, da sich jede der Distorsionen unterschiedlich anfühle. Vertrauen auf die Eigenwahrnehmung der Menschen sei die Grundlage des neuartigen Diagnoseverfahrens und die Basis jeder FDM-Behandlung.
Im Wesentlichen beruht die Diagnostik auf Anamnese, Körpersprache (wesentliches Diagnostikum) und Klinik, durch die Traumata in sechs typische fasziale Störungen / Distorsionen unterteilt werden. Die Behandlung ist manuell, also mittels spezifischer Handgriffe.
Die sechs Fasziendistorsionen nach dem FDM:
- Triggerband: Verdrehung, Aufspaltung oder Kalzifizierung der (bandartigen) Faszienschicht durch Fehlbelastung
- Hernierter Triggerpunkt: Protrusion von Gewebe aus einer tieferen Gewebsschicht durch eine darüberliegende Faszienschicht"
- Kontinuumdistorsion: Verschiebung der Gewebe in der Übergangszone zwischen zwei unterschiedlichen Gewebearten wie bspw. Sehne/Knochen
- Faltdistorsion: Verdrehung der Faltfaszien an Gelenken, intermuskulären Septen und interossären Membranen durch Zug- oder Kompressionskräfte in Verbindung mit einer Rotation. Je nach Hergang der Verdrehung wird hierbei in Ein- und Entfaltdistorsionen unterschieden.
- Zylinderdistorsion: Überlappungen bzw. Verhakung der zylindrischen Windungen der oberflächlichen Faszie
- Tektonische Fixation: Verlust der Gleitfähigkeit einer Faszienfläche, sowie Quantität und Qualität von Synovialflüssigkeit.

Die Europäische FDM-Gesellschaft (European FDM Association, EFDMA) wurde im November 2006 in Wien gegründet.

## Veröffentlichung
- S. Typaldos: Orthopathische Medizin. Die Verbindung von Orthopädie und Osteopathie durch das Fasziendistorsionmodell (1997). Deutsche Auflage: European FDM Association 2006, ISBN 3-200-00745-1
- S. Typaldos: Faszien Distorsions Modell, 4. Auflage 2002. Deutsche Auflage: Institut für fasziale Osteopathie, ISBN 978-0-615-53993-5
- European Fascial Distortion Model Association (EFDMA): Das Fasziendistorsionsmodell nach Stephen Typaldos D.O. – Die Typaldos-Methode, 3. Auflage 2014. European Fascial Distortion Model Association (EFDMA), ISBN 978-3-9502774-8-7
- F. Römer: Praktisches Lehrbuch zum Fasziendistorsionmodell. 3. Auflage 2015.
- F. Römer: Praktisches Lehrbuch zum Faszien Distorsions Modell in der Pädiatrie. 1. Auflage 2015.
- Youtube: Das Fasziendistorsionsmodell (FDM) nach Dr. Stephen Typaldos D.O.; Film der European FDM Association
- M. Nagel: Fasziendistorsionsmodell; Ein medizinisches Konzept – Praxiswissen kompakt. 2016 Haug-Verlag Stuttgart, ISBN 978-3-13-219171-6
- G. Grasser: Faszinierend Schmerzfrei!; 1. Auflage 2016, ISBN 978-3-7412-1263-5